# It Don’t Mean a Thing
Az It Don’t Mean A Thing (vagy If It Ain't Got That Swing) Duke Ellington Irving Mills szövegével született 1931-es kompozíciója egy dzsessz-sztenderd. Ellington szerint a dal címe Bubber Miley trombitás gondolata volt, aki  tuberkulózisban halt meg a dal megjelenésének évében. Ez dal a „swing” kifejezés egyik legkorábbi használata volt a populáris zenében. Gunther Schuller jazztörténész a művet úgy jellemezte, hogy „prófétikus darab prófétikus címmel”.
2008-ban Ellington 1932-es dala bekerült a Grammy Hall of Fame-be.

## Híres felvételek
- The Mills Brothers (1932)
- The Boswell Sisters (1932)
- Roger Wolfe Kahn (1932)
- Stéphane Grappelli & Django Reinhardt (1935)
- Thelonious Monk Plays the Music of Duke Ellington (1955)
- Rosemary Clooney (1956)
- Sidney Bechet & Martial Solal (1957)
- Louis Armstrong & Duke Ellington – („The Great Reunion”; 1961)
- Nina Simone (1962)
- Ella Fitzgerald & Duke Ellington (1967)
- Teresa Brewer & Duke Ellington (1974)
- Chuck Brown – Go Go Swing Live (1987)
- Diane Schuur & Stan Getz (1985)
- Dr. John (2000)
- Eva Cassidy (2003)
- Tony Bennett & Lady Gaga
- The Pink Champagne Sisters
- Robyn Adele Anderson
- Matthew Morrison
- Thilo Wolf Big Band

- Orpheum Madams: Dézsi Darinka, Kindrusz Emese, Maródi Tímea – (Nyíregyháza, 2023. november 4.)